# 古斯內斯特鎮區 (北卡羅萊納州馬丁縣)
古斯內斯特鎮區（英語：Goose Nest Township）是位於美國北卡羅萊納州馬丁縣的一個鎮區。

## 地方資料
古斯內斯特鎮區的面積為176.37平方千米，皆為陸地。根據2020年美國人口普查的數據，當地共有人口881人，而人口密度為每平方千米5人。